# 阿里·穆罕默德·穆贾瓦尔
阿里·穆罕默德·穆贾瓦尔（Ali Mohammed Mujawar；阿拉伯语：‎；1953年4月26日—） 2007年至2011年担任也门总理。
1981年，穆贾瓦尔获阿尔及利亚大学经济管理学学士。1987－1991年，获法国格勒诺布尔大学经济管理学硕士和生产管理学博士学位。1994－1996年，任亚丁省经济学院教工行政处处长和最高研究委员会委员。1996－2001年，历任亚丁大学石油矿产学院院长、管理学院院长。2001－2003年，任民事服务和保险部次长、巴尔赫水泥厂总经理。2003－2006年，任渔业部长。2006年2月－ 2007年3月，任电力部长。2007年3月起任政府总理。2006年曾随阿里·阿卜杜拉·萨利赫总统访华。2011年也门反政府示威爆发，萨利赫总统在3月20日解散了穆贾瓦尔内阁，并让他延续到新政府组建为止。示威期间，穆贾瓦尔在6月3日与萨利赫总统一起被攻击，身受重伤，被送往沙特阿拉伯利雅得治疗。